# Gleiche und Gleichere
Gleiche und Gleichere (hebräisch שָׁוִים וְשָׁוִים יוֹתֵר Schawim wə-schawim joter) ist der erste, 1974 erschienene Roman des israelischen Autors Sami Michael.

## Hintergrund
Der Roman, dessen Titel sich an einen Satz aus dem Buch Animal Farm von George Orwell anlehnt, brach zahlreiche in der israelischen Gesellschaft herrschende Tabus bezüglich des Miteinanders verschiedener Ethnien in Israel, namentlich der Aschkenasen, der Sefarden, der Misrachim, Jemeniten und der im Lande geborenen Sabres. Der Staat war vor allem von aschkenasischen Juden aufgebaut worden, die dem Land ihren Stempel aufprägten und die nach der Staatsgründung aus den „orientalischen“ Ländern einwandernden Juden als kulturell minderen Ranges betrachteten. Die Armee bot als „Schmelztiegel“ der Nation Aufstiegschancen und stellte einen integrierenden Faktor dar, der jedoch viele Barrieren nicht beseitigen konnte.

## Handlung
Der Roman enthält eine Rahmenerzählung, die im Sechs-Tage-Krieg 1967 spielt und jeweils zu Kapitelbeginn wiederaufgenommen wird. Der Ich-Erzähler zieht in den Krieg, wird auf der Sinaihalbinsel verwundet, rettet Kameraden aus einem abgeschossenen Panzer und vor versprengten ägyptischen Soldaten und wird für seine Taten schließlich ausgezeichnet. In Rückblicken wird die Integration seiner Anfang der 1950er Jahre aus dem Irak eingewanderten Familie geschildert, ihre Unterbringung in primitiven Auffanglagern, die Benachteiligung bei der Arbeitssuche, seine Liebesgeschichte mit einer aschkenasischen Jüdin und der soziale Aufstieg des älteren Bruders des Erzählers zum Rechtsanwalt.

## Rezeption
Im August 1974 schrieb die israelische Zeitung Davar: „Dies ist ein Roman, der die öffentliche Meinung in Sachen Diskriminierung […] aufrütteln wird.“ Der Roman gehört heute zum Kanon der modernhebräischen Literatur. Er vermittelt wesentliche Einblicke in das Israel der 1950er bis 1970er Jahre.
Der Titel Gleiche und Gleichere wurde zu einem geflügelten Wort unter Orientalen, die in den 1970er Jahren begannen, in Israel für soziale Gerechtigkeit zu kämpfen, und ging in den allgemeinen hebräischen Sprachgebrauch ein.

## Ausgaben
Der Roman erschien 1974 im Bustan-Verlag, zahlreiche Neuauflagen folgten. 2013 erschien seine deutsche, von Aron Schatten besorgte Übersetzung im Verlag auf dem Ruffel ISBN 978-3-933847-33-1.

### Als Bühnenstück
Der Roman erfuhr inde Jahren 1980 und 1998 jeweils eine Bearbeitung zum Theaterstück.

## Sekundärliteratur
- Nancy Berg: More and More Equal – The Literary Works of Sami Michael. Lexington Books, Lanham 2004, ISBN 0-7391-0828-X
- Stefan Siebers: Der Irak in Israel. Vandenhoeck & Ruprecht, Göttingen 2010, ISBN 978-3-525-56937-5